# Les Horreurs de Frankenstein
Série
Le Retour de Frankenstein
(1969) Frankenstein et le monstre de l'enfer
(1974)
Pour plus de détails, voir Fiche technique et Distribution.
Les Horreurs de Frankenstein (The Horror of Frankenstein) est un film britannique réalisé par Jimmy Sangster, sorti en 1970.

## Synopsis
Victor Frankenstein, jeune homme manipulateur et séducteur, ne laisse rien ni personne se mettre entre lui et ses projets : ni son père qui lui refusait la poursuite de ses études, ni une servante trop assidue qui se met en tête de lui faire du chantage, ni un pourvoyeur de cadavres un peu trop gourmand.

## Fiche technique
- Titre : Les Horreurs de Frankenstein
- Titre original : The Horror of Frankenstein
- Réalisation : Jimmy Sangster
- Scénario : Jeremy Burnham et Jimmy Sangster d'après les personnages de Mary Shelley
- Production : Inconnu
- Musique : Malcolm Williamson
- Photographie : Moray Grant
- Montage : Chris Barnes
- Maquillage : Tom Smith
- Pays d'origine : Royaume-Uni
- Langue : anglais
- Genre : Fantastique
- Durée : 95 minutes
- Date de sortie : 1970
- Affiche : Constantin Belinsky (France)

## Distribution
- Ralph Bates : Victor Frankenstein Jr.
- Kate O'Mara : Alys
- Veronica Carlson : Elizabeth Heiss
- Dennis Price : le pilleur de tombes
- Jon Finch : Lieutenant Henry Becker
- Bernard Archard : Professeur Heiss
- Graham James : Wilhelm Kassner
- David Prowse : le monstre

## Autour du film
- À la manière de L'Empreinte de Frankenstein de Freddie Francis, Les horreurs de Frankenstein est une nouvelle parenthèse dans la série des Frankenstein de la Hammer. C'est Jimmy Sangster (scénariste attitré de la firme) qui réalise cet opus bien différent.
- Il s'agit du seul film de la Hammer où le docteur Frankenstein n'est pas interprété par Peter Cushing ;  Ralph Bates qui tient ici le rôle, apparait également dans Une messe pour Dracula et surtout Dr Jekyll et Sister Hyde.
- Le film sera un échec à sa sortie et récoltera de bien mauvaises critiques. En France, il atteindra 174 830 entrées en fin d'exploitation, une chute sévère en regard du succès des précédents films. À part les Dracula que la Hammer recycle régulièrement, les autres films produits par la firme obtiennent de moins en moins de succès. C'est en tout cas l'une des dernières fois que la Hammer dépasse les 100 000 entrées en France avec l'une de ses productions.

## Cycle Frankenstein de la Hammer
1. 1957 : Frankenstein s'est échappé (The Curse of Frankenstein), de Terence Fisher
2. 1958 : La Revanche de Frankenstein (The Revenge of Frankenstein), de Terence Fisher
3. 1964 : L'Empreinte de Frankenstein (The Evil of Frankenstein), de Freddie Francis
4. 1967 : Frankenstein créa la femme (Frankenstein Created Woman), de Terence Fisher
5. 1969 : Le Retour de Frankenstein (Frankenstein Must Be Destroyed), de Terence Fisher
6. 1970 : Les Horreurs de Frankenstein (The Horror of Frankenstein), de Jimmy Sangster
7. 1974 : Frankenstein et le monstre de l'enfer (Frankenstein and the Monster from Hell), de Terence Fisher